# 9 november
9 november är den 313:e dagen på året i den gregorianska kalendern (314:e under skottår). Det återstår 52 dagar av året.

## Återkommande bemärkelsedagar

### Nationaldagar
- Kambodjas nationaldag

## Namnsdagar

### I den svenska almanackan
- Nuvarande – Teodor och Teodora
- Föregående i bokstavsordning
  - Tea – Namnet infördes på dagens datum 1986, men flyttades 1993 till 23 september, där det har funnits sedan dess.
  - Ted – Namnet infördes på dagens datum 1986, men utgick 2001.
  - Teodor – Namnet har, till minne av en romersk soldat som 303 brände ner ett hedniskt Kybeletempel och därför blev bränd på bål, funnits på dagens datum sedan gammalt och har inte flyttats.
  - Teodora – Namnet fanns före 1774, då det utgick, på 28 april. 2001 återinfördes det på dagens datum.
- Föregående i kronologisk ordning
  - Före 1901 – Teodor
  - 1901–1985 – Teodor
  - 1986–1992 – Teodor, Tea och Ted
  - 1993–2000 – Teodor och Ted
  - Från 2001 – Teodor och Teodora
- Källor
  - Brylla, Eva (red.). Namnlängdsboken. Gjøvik: Norstedts ordbok, 2000 ISBN 91-7227-204-X
  - af Klintberg, Bengt. Namnen i almanackan. Gjøvik: Norstedts ordbok, 2001 ISBN 91-7227-292-9

### Finlandssvenska almanackan
- Nuvarande från 2020[1] – Theo, Ted, Teodor
- I föregående revideringar[a][2]
  - 1929–1972 – Teodor
  - 1973–2004 – Teodor, Theo
  - 2005–2019 – Teodor, Ted, Theo

## Händelser
- 1180 – Slaget vid Fujigawa äger rum under Genpei-kriget.
- 1520 – Slutdatum för Stockholms blodbad.
- 1563 – Slaget vid Mared äger rum under Nordiska sjuårskriget. Danskarna vann en seger, men inte av någon avgörande betydelse eftersom huvuddelen av Svenska armén kunde retirera.
- 1620 – Den böhmiske kungen Fredrik I flyr från Prag till Wroclaw en dag efter sina truppers nederlag i Slaget vid Vita berget.
- 1719 – I freden i Stockholm sluter Sverige och Hannover separatfred under stora nordiska kriget.
- 1799 – Napoleon Bonaparte genomför brumairekuppen och tar makten i Frankrike.
- 1888 – Jack Uppskäraren mördar sitt sista kända offer, Mary Jane Kelly.
- 1918
  - Den tyska kejsaren Vilhelm II abdikerar och går i exil i Nederländerna varefter republik utropas i Tyskland.
  - Kommunistledaren Karl Liebknecht utropar en tysk sovjetrepublik.
  - Den socialdemokratiske politikern Philipp Scheidemann utropar en tysk republik.
- 1938 – Kristallnattens våldsamheter i Nazityskland inleds på kvällen.
- 1951 – Premiär för filmen En amerikan i Paris med bland andra Gene Kelly.
- 1967 – Första testflygningen med en Saturnus V-raket.
- 1989 – Berlinmuren faller.
- 1990 – Nepal inför en ny konstitution.[3]
- 1993 – Den berömda bron Stari most i Mostar i Bosnien och Hercegovina, förstörs under det pågående kriget.
- 2005 – Venus Express skjuts upp.
- 2008 – Kalmar FF vinner Allsvenskan i fotboll för herrar, och blir därmed svenska mästare för första gången.
- 2016 – Donald Trump (rep) vinner presidentvalet i USA 2016 och utropas som USA:s nästa president.

## Födda
- 1389 – Isabella av Valois, drottning av England 1396–1399 (gift med Rikard II).
- 1522 – Martin Chemnitz, tysk luthersk teolog.
- 1606 – Hermann Conring, tysk vetenskapsman.
- 1683 – George II, kung av Storbritannien och Irland 1727–1760.
- 1773 – Thomasine Gyllembourg, dansk författare.
- 1799 – Gustav av Wasa, svensk kronprins 1799–1809, son till Gustav IV Adolf och drottning Fredrika.
- 1810 – Thomas Bragg, amerikansk politiker, guvernör i North Carolina 1855–1859.
- 1818 – Ivan Turgenjev, rysk författare.
- 1830 – Algernon Paddock, amerikansk republikansk politiker, senator (Nebraska) 1875–1881 och 1887–1893.
- 1841 – Edvard VII, kung av Storbritannien 1901–1910.
- 1850 – Ignacio Bolívar, spansk vetenskapsman.
- 1860 – LeRoy Percy, amerikansk politiker, senator (Mississippi) 1910–1913.
- 1863 – Cornelis Hofstede de Groot, nederländsk konsthistoriker och konstsamlare.
- 1864 – Paul Sérusier, fransk målare.
- 1868 – Marie Dressler, kanadensiskfödd amerikansk skådespelare.
- 1870 – Magnus Enckell, finländsk konstnär.
- 1874 – Matthew M. Neely, amerikansk demokratisk politiker, senator (West Virginia) 1923–1929, 1931–1941 och 1949–1958.
- 1875 – Helge Kihlberg, svensk dansare och skådespelare.
- 1877 – Enrico De Nicola, italiensk politiker, jurist och journalist, president 1947-1948.
- 1879 – Milan Šufflay, kroatisk historiker och politiker.
- 1883 – Edna May Oliver, amerikansk skådespelare.
- 1885 – Conny Molin, svensk operasångare.
- 1895 – Mae Marsh, amerikansk skådespelare.
- 1896 – André Numès Fils, fransk skådespelare.
- 1897
  - Ronald Norrish, brittisk fysikalisk-organisk kemist, mottagare av Nobelpriset i kemi 1967.
  - Hilmer Peters, svensk skådespelare och inspicient.
  - Gustaf Gullman, svensk organist, körledare och tonsättare.
- 1899 – Winifred Westover, amerikansk skådespelare.
- 1904 – Viktor Brack, tysk nazistisk politiker, dömd krigsförbrytare.
- 1905
  - Erika Mann, tysk skådespelare, journalist och författare.
  - Roger Edens, amerikansk kompositör, filmproducent, manusförfattare och skådespelare.
- 1912 – Aimo Halila, finsk historiker.
- 1914 – Hedy Lamarr, österrikisk-amerikansk skådespelare.
- 1918
  - Spiro Agnew, amerikansk politiker (republikan), vicepresident 1969–1973.
  - Thomas Ferebee, amerikansk militär, ledande bombfällare på Enola Gay, som släppte atombomben över Hiroshima.
- 1920 – Björn Holmgren, svensk balettdansör, koreograf och balettpedagog.
- 1922
  - Imre Lakatos, ungersk filosof.
  - Britt Mogård, svensk politiker (m), statsråd, landshövding i Kronobergs län.
- 1929 – Imre Kertész, ungersk författare, mottagare av Nobelpriset i litteratur 2002.
- 1930 – Helena Fernell, svensk skådespelare och dansare.
- 1933 – Egil Danielsen, norsk friidrottare, OS-guld 1956.
- 1934
  - Ingvar Carlsson, svensk socialdemokratisk politiker, Sveriges statsminister 1986–1991 och 1994–1996.
  - Carl Sagan, amerikansk astronom och författare.
- 1936 – Bob Graham, amerikansk demokratisk politiker.
- 1941 – Tom Fogerty, amerikansk musiker.
- 1943 – Svante Grundberg, svensk skådespelare, författare, regissör och ståuppkomiker.
- 1945 – Bo Knutsson, expert i Antikrundan.
- 1947 – Camilla Stærn, svensk operasångerska och skådespelare.
- 1948
  - Bille August, dansk filmregissör.
  - Henrik S. Järrel, svensk tv-personlighet, mediekonsult och politiker (moderat).
- 1951 – Lou Ferrigno, amerikansk skådespelare.
- 1952 – Jack Szostak, amerikansk biolog, mottagare av Nobelpriset i fysiologi eller medicin 2009.
- 1960 – Andreas Brehme, tysk fotbollsspelare.
- 1964 – Robert Duncan McNeill, amerikansk skådespelare.
- 1970 – Ingela Bohlin, svensk operasångare.
- 1972 – Lasse Lindroth, svensk ståuppkomiker och skådespelare.
- 1973 – Nick Lachey, amerikansk sångare.
- 1974
  - Sven Hannawald, tysk backhoppare.
  - Alessandro Del Piero, italiensk fotbollsspelare.
- 1978 – Sisqó, amerikansk rhythm and blues-sångare och skådespelare.
- 1979 – Caroline Flack, brittisk TV-programledare.
- 1986 – Linnea Henriksson, svensk jazz- och popsångerska.

## Avlidna
- 1749 – Johan August Meijerfeldt den äldre, svensk militär och greve samt tillförordnad kanslipresident 1719–1720.
- 1778 – Giovanni Battista Piranesi, italiensk konstnär, gravör och arkitekt.
- 1829
  - Carl Gustaf af Leopold, svensk poet, ledamot av Svenska Akademien
  - Carl Zetterström, svensk läkare, bibliognost och donator.
- 1836 – James Pleasants, amerikansk politiker, guvernör i Virginia 1822–1825.
- 1848 – Robert Blum, tysk liberal agitator (avrättad).
- 1856 – John M. Clayton, amerikansk politiker (whig), USA:s utrikesminister 1849–1850.
- 1865 – Jacob Collamer, amerikansk politiker och jurist, senator (Vermont) 1855–1865.
- 1876 – Friedrich Ritschl, tysk klassisk filolog.
- 1911 – Howard Pyle, amerikansk tecknare och författare.
- 1918 – Guillaume Apollinaire, fransk poet.
- 1919 – Eduard Müller, schweizisk president.
- 1921 – James Browning, amerikansk demokratisk politiker.
- 1935 – Walter L. Fisher, amerikansk republikansk politiker.
- 1937 – Ramsay MacDonald, brittisk politiker (labour), premiärminister i Storbritannien 1924 och 1929–1935.
- 1940 – Neville Chamberlain, brittisk politiker (tory), premiärminister 1937–1940, känd från Münchenöverenskommelsen med Adolf Hitler.
- 1942 – Edna May Oliver, amerikansk skådespelare.
- 1951 – Sigmund Romberg, ungersk-amerikansk operettkompositör.
- 1953 – Dylan Thomas, brittiskfödd författare och poet, född och uppvuxen i Wales.
- 1967 – Charles Bickford, amerikansk skådespelare.
- 1968 – Jan Johansson, svensk pianist och kompositör (bilolycka).
- 1970 – Charles de Gaulle, fransk general, ledare för de fria franska styrkorna 1940–1944, ordförande i Frankrikes provisoriska regering 1944–1946, Frankrikes president 1959–1969.
- 1974 – Holger Meins, medlem av Röda armé-fraktionen.
- 1976 – Öyvind Fahlström, svensk konstnär.
- 1983 – Olle Hilding, svensk skådespelare.
- 1985 – Helen Rose, amerikansk kostymör.
- 1988 – John N. Mitchell, amerikansk republikansk politiker, USA:s justitieminister 1969–1972.
- 1990 – Dora Söderberg, svensk skådespelare.
- 1991
  - Allan Johansson, svensk pianist, kompositör, kapellmästare och sångare.
  - Yves Montand, fransk skådespelare och sångare.
- 1992 – Sven Selånger, svensk backhoppare, mottagare av Svenska Dagbladets guldmedalj 1939.
- 2000 – Hans Dahlin, svensk skådespelare och regissör.
- 2001 – Giovanni Leone, italiensk politiker, president 1971-1978.
- 2003 – Art Carney, amerikansk skådespelare.
- 2004
  - Emlyn Hughes, engelsk fotbollsspelare.
  - Stieg Larsson, svensk journalist och författare, chefredaktör för Expo och en av stiftelsens grundare.
- 2006
  - Ed Bradley, amerikansk journalist och reporter på CBS 60 Minutes.
  - Markus Wolf, östtysk tidigare spionchef.
- 2007 – Lisbeth Bodin, svensk sångare och skådespelare.
- 2008 – Miriam Makeba, sydafrikansk sångerska.
- 2011
  - Har Gobind Khorana, indiskfödd (pakistanskfödd) amerikansk biokemist, mottagare av Nobelpriset i fysiologi eller medicin 1968.
  - Jonas Bjerkén, svensk operasångare och musikalartist.
- 2016 – Åke Cato, svensk manusförfattare och underhållare i press och TV.
- 2021 – Max Cleland, amerikansk demokratisk politiker, senator (Georgia) 1997–2003.